# Agrypon clavellatum
Agrypon clavellatum är en stekelart som beskrevs av Wang 1984. Agrypon clavellatum ingår i släktet Agrypon och familjen brokparasitsteklar. Inga underarter finns listade i Catalogue of Life.